# Handgod Abraham
Handgod Abraham (né le 23 novembre 1986 à Petit-Goâve) est un poète, opérateur culturel et entrepreneur haïtien.  Il est aussi un président et membre fondateur du Marathon du livre, président du Groupe utilisateurs de la Communauté Wikimedia en Haiti et codirecteur exécutif des Éditions Pulùcia,.

## Biographie
Handgod Abraham est né le 23 novembre 1986 à Petit-Goâve. Il a fait ses études primaires à l’école du Sacré-Cœur et ses études secondaires au collège Notre-Dame et au lycée Faustin Soulouque. Il a étudié les sciences de l'éducation et les sciences juridiques.

### Vie associative
Il apporte ses collaborations dans des activités de jeunesse qui promeuvent les œuvres d'art et les œuvres littéraires comme Mouvement littéraire culturel et artistique des jeunes (MOLICAJ) dont il est aussi membre fondateur et l'un des dirigeants, ainsi que d'autres groupes de jeunes de la ville de Petit-Goâve et d'autres villes d'Haïti. Il est secrétaire général de la Coopération autonome des techniciens pour le développement et l'animation communautaire (CATDACo). Il préside depuis des années le Marathon du Livre, l'un des plus grands évènements littéraires d'Haïti et du pays . 
Handgod Abraham est membre de RADI (Rasanbleman pou Dityite Ayiti), un regroupement de citoyens composé d’artistes, d’écrivains, de chercheurs et de membres de diverses professions libérales, qui lutte contre les inégalités sociales en Haïti.
En février 2020, il a reçu la "Palme d'or" de la revue Palmes Magazine pour son implication dans le management socio-culturel de sa ville natale et d'autres villes du pays. En août 2020, à l'occasion de la finale d'un concours de texte "Petit-Goâve et ses patrimoines" organisé à Petit-Goâve, il a été l'un des 10 jeunes honorés comme influenceurs positifs pour leur contribution au développement de leur communauté.

## Carrière littéraire
Handgod Abraham a déjà publié trois recueils de poèmes, notamment "Tou Limen" qui a été exposé à la galerie TDAART à Petit-Goâve, "Au paysage de ma muse" apprécié pour la musicalité des vers. Il participe aussi à plusieurs travaux collectifs. 
Du 14 au 17 décembre 2017  il a participé avec Coutechève Lavoie Aupont à titre invités d'honneur à la première édition du festival de la poésie à Jacmel. Ce festival a été organisé sur le thème «Ekri Lavi», à l'initiative de «Espas Kiltirèl pou Rankont ak Inovasyon» (EKRI) en partenariat avec les Éditions Pulùcia et d’autres partenaires.
Il suit la trace de Georges Castera qu'il a rencontré pour la première et unique fois en 2015 à la Foire Internationale du Livre d'Haïti sous l'initiative de la Direction nationale du livre (DNL). Handgod Abraham était en signature avec son recueil titré "Anba dra" au "Festival Entènasyonal Literati Kreyòl" au Marathon du Livre et en Livres en liberté en décembre 2019 . À côté de deux autres jeunes poètes, Ecclésiaste Étienne et Samuel Clermont, il a reçu la carte blanche à la sixième édition LIVAKTE camping.
Invité à la réouverture de Jeux Dits Pwezi, à Vieux Four dans la ville de Jacmel, le 1er octobre 2020, il a signé son recueil de poèmes Anba dra.

## Œuvres

### Poésies
- Tou Limen, édition Choucoune, 2014[15]
- Au paysage de ma muse, Editions Pulùcia, 2015[16]
- Anba dra, Les Éditions Floraison, 2019[17].

### Collectifs
- 2015, Anthologie bilingue de la poésie créole haïtienne de 1986 à nos jours, ACTES SUD / ATELIER JEUDI SOIR, sous la Direction de Lyonnel Trouillot septembre 2015[18]

- 2016, Paix & Respect a la Première République Noire du Monde, (Hommage aux victime haïtienne en République Dominicaine), Regroupement des Poètes Francophones Engagés pour la Liberté et la Paix[19],[20]
- 2017, Recueil d'Hommage a Raquel Pelissier, 1re Dauphine, Miss Univers, sous la Direction de Mireille Bertrand Lhérissons[21].
- 2017, "Écrire pour ne pas oublier" sous la direction d’Adlyne Bonhomme, éditions Inferno.

## Distinctions
- Décembre 2015, Deuxième lauréat du «prix Pwezi kreyòl Dominique Batraville» [22]
- Décembre 2017, Invité d'honneur à la première édition du festival de la poésie à Jacmel[10]
- Décembre 2019, Carte Blanche  à la  6e édition LIVAKTE[13]
- Février 2020, Palme d'or, par Palmes Magazine[5].
- Aout 2020, Honoré comme influenceur positif pour sa contribution au développement de sa communauté[7].